# Michel Krine
Michel Krine (* 29. Mai 1953 in Le Mans) ist ein französischer Unternehmer und ehemaliger Autorennfahrer.

## Karriere als Rennfahrer
Michel Krine war in den 1990er-Jahren im Sportwagensport aktiv. 1993 fuhr sein erstes 24-Stunden-Rennen von Le Mans. Partner von Krine waren Jean-Luc Maury-Laribière und Patrick Camus. Mit einem Rückstand von 132 Runden auf die Sieger Éric Hélary, Christophe Bouchut und Geoff Brabham (Peugeot 905 Evo 1B) belegte das Trio im Venturi 500LM den 29. Rang im Schlussklassement. 1994 ging er in der BPR Global GT Series an den Start und wurde 1998 Gesamtfünfter in der französischen GT-Meisterschaft (Gesamtsieger Jean-Pierre Jarier). Seinen zweiten Einsatz beim 24-Stunden-Rennen in seiner Heimatstadt endete nach einem Brand am Venturi 600LM vorzeitig.

## Unternehmer
Michel Krine war viele Jahre in Aix-en-Provence als Immobilienmakler tätig.

## Statistik

### Le-Mans-Ergebnisse
| Jahr | Team               | Fahrzeug      | Teamkollege              | Teamkollege     | Platzierung | Ausfallgrund |
| ---- | ------------------ | ------------- | ------------------------ | --------------- | ----------- | ------------ |
| 1993 | BBA Compétition    | Venturi 500LM | Jean-Luc Maury-Laribière | Patrick Camus   | Rang 29     |              |
| 1994 | Agusta Racing Team | Venturi 600LM | Almo Coppelli            | Riccardo Agusta | Ausfall     | Wagenbrand   |